# BIEN
BIEN, Basic Income Earth Network (Всемирная сеть базового дохода) — сеть ученых и активистов сторонников идеи безусловного базового дохода. Организация служит связующим звеном между отдельными лицами и группами, сторонниками идеи базового дохода, и способствует информированному обсуждению этой темы во всем мире. На веб-сайте BIEN базовый доход имеет пять характеристик и определяется как «периодический платеж, денежный платеж, каждому на индивидуальной основе, без всяких условий или наличия работы».
BIEN была основана в 1986 году под названием «Basic Income European Network» (Европейская сеть базового дохода). В сентябре того же года организация провела свою первую конференцию в городе Лувен-ла-Нёв, Бельгия (Louvain-la-Neuve). Затем в 2004 году, в связи с расширением организации, в ходе 10-го международного конгресса проходившего в Барселоне она была единогласно преобразована в Basic Income Earth Network (Всемирная сеть базового дохода).
Раз в 2 года с 1986 по 2014 год и каждый год с 2016 года BIEN организовывает международные конгрессы, собирающие ученых и активистов. Конгресс 2018 года состоялся в Тампере, Финляндия, конгресс 2019 года состоялся в Хайдарабаде, Индия. Следующий конгресс пройдет в сентябре 2020 года в Брисбене, Австралия, а в 2021 году — в Шотландии. Полный список конгрессов на веб-сайте BIEN. Материалы, представленные на конгрессах, также можно найти на веб-сайте организации.

## Секретари BIEN
- 2016—по настоящее время — Julio Aguirre (в мае 2016 генеральным директором организации был назначен Малькольм Торри (Malcolm Torry)).
- 2014—2016 — Anja Askeland
- 2004—2014 — David Casassas
- 1994—2004 — Филипп ван Парейс (Philippe Van Parijs)
- 1986—1994 — Walter Van Trier

## Национальные организации, члены Всемирной сети
Список национальных организаций, к началу 2011 года состоял из 20 организаций, в 20 странах мира. В 2019 году состоит из 37 организаций по всему миру.
Список национальных организаций, официально присоединившихся к BIEN к середине 2019 года:
1. Аргентина: Red Argentina de Ingreso Ciudadano (основана в 2004 году)
2. Австралия: Basic Income Guarantee Australia (BIGA) Архивная копия от 15 марта 2018 на Wayback Machine (основана в 2002 году)
3. Австрия: Netzwerk Grundeinkommen und sozialer Zusammenhalt — B.I.E.N. Austria (основана в 2002 году)
4. Бельгия: Belgian Network for Basic Income (основана в 2012 году)
5. Бразилия: Rede Brasileira de Renda Básica de Cidadania (основана в 2004 году)
6. Канада: Basic Income Canada Network / Réseau canadien pour le revenu garanti (основана в 2008)
7. Канада: Quebec — Revenue de base Quebec (RBQ) (присоединилась в 2016 году)
8. Китай: BIEN China (присоединилась в 2016 году)
9. Дания: BIEN Denmark (Borgerlønsbevægelsen) (основана в 2000 году)
10. Европейская международная сеть: Unconditional Basic Income Europe (UBI-Europe) (основана в 2014 году)
11. Финляндия: BIEN Finland — Suomen perustuloverkosto (основана в 2011 году)
12. Франция: Mouvement Français pour un revenu de base (основана в 2013 году)
13. Германия: Netzwerk Grundeinkommen (основана 2004 году)
14. Исландия: BIEN Iceland (основана в 2016 году)
15. Индия: India Network for Basic Income (INBI) (?)
16. Индонезия: Indonesian Basic Income Guarantee Network (IndoBIG) (?)
17. Ирландия: Basic Income Ireland (основана в 1995 году)
18. Италия: Bin Italia (Basic Income Network Italy) (основана в 2008 году)
19. Япония: BIEN Japan (основана в 2007 году)
20. Малави: Basic Income Malawi Group (основана в 2017 году)
21. Мексика: Red Mexicana Ingreso Ciudadano Universal (основана в 2008 году)
22. Нидерланды: Vereniging Basisinkomen (?)
23. Новая Зеландия: Basic Income New Zealand Incorporated (BINZ) (основана в 2016 году)
24. Норвегия: Borgerlønn BIEN Norge (основана в 2012 году)
25. Португалия: Rendimento Básico (основана в 2013 году)
26. Россия: Основной доход Россия Завтра / Basic income Russia Tomorrow (основана в 2017 году)
27. Шотландия: Citizen’s Basic Income Network Scotland (SCIO) (?)
28. Словения: Sekcija za promocijo UTD v Sloveniji (основана в 2010 году)
29. Южная Африка: Studies in Poverty and Inequality Institute (SPII) (основана в 2006 году)
30. Южная Корея: Basic Income Korean Network (BIKN) (основана в 2009 году)
31. Испания: Red Renta Basica (основана в 2001 году)
32. Швейцария: BIEN Switzerland (основана в 2002 году)
33. Тайвань: Unconditional Basic Income Taiwan (UBI Taiwan) (присоединилась в 2016 году)
34. Турция: Citizen’s Basic Income — Turkey (основана в 2016 году)
35. Великобритания: Citizen’s Basic Income Trust (основана в 1984 году)
36. США: U.S. Basic Income Guarantee Network (USBIG) (основана в 1999 году)
37. WORLD BASIC INCOME (основана в 2017 году)